# IC 4603
IC 4603 — галактика типу RN+* () у сузір'ї Змієносець.
Цей об'єкт міститься в оригінальній редакції індексного каталогу.